# Dąbrowice
Dąbrowice è un comune rurale polacco del distretto di Kutno, nel voivodato di Łódź.
Ricopre una superficie di 45,94 km² e nel 2004 contava 2 121 abitanti.